# Binarea calida
Binarea calida är en stekelart som beskrevs av Charles Thomas Brues 1912. Binarea calida ingår i släktet Binarea och familjen bracksteklar. Inga underarter finns listade.